# Jet (aéronautique)
Pour les articles homonymes, voir Jet.
Un jet est un avion à réaction. Ce terme d'origine anglaise a été repris dans la langue française dès l'apparition des premiers avions de ce type. 
Même s'il est moins utilisé aujourd'hui, il participe à d'autres dénominations :
- Jet Society ou Jet Set : groupe social des personnes qui utilisent beaucoup l'avion et sont considérées comme une sorte d'élite libre, un peu oisive et très dépensière.
- Jet Ski : un engin de loisir nautique propulsé par une turbine